# Mercat municipal de Sant Just Desvern
El Mercat municipal de Sant Just Desvern és un edifici del municipi de Sant Just Desvern (Baix Llobregat) que forma part de l'Inventari del Patrimoni Arquitectònic de Catalunya.

## Descripció
Presenta una façana d'inspiració modernista realitzada en maó, pedra i ceràmica vidriada. Compositivament la façana es divideix en cinc tramades mitjançant pilastres de pedra, i en dos nivells o plantes i un frontó format en fer-se evident la coberta inclinada a la façana. Els arcs escarsers de la planta baixa contrasten amb les finestres d'arc angular de la planta superior. El mercat no té gaire interès en el seu interior. Es construí el 1920 segons consta en el cadastre.